# Silvia Cohen
Silvia Cohen, née le 24 avril 1959 à Paris, est une actrice d'origine française naturalisée italienne. Active depuis la fin des années 1980 au cinéma et à la télévision italienne ou elle joue principalement des rôles secondaires, elle obtient notamment le Ciak d'oro de la meilleure actrice dans un second rôle en 1995 pour sa performance aux multiples facettes dans la comédie noire Strane storie - Racconti di fine secolo de Sandro Baldoni.

## Biographie
Née à Paris, elle déménage dans sa jeunesse avec sa famille en Italie ou elle suit les cours de l'Accademia dei Filodrammatici à Milan avant de débuter au théâtre à l'âge de dix-huit ans. Elle apparaît six ans plus tard pour la première fois au cinéma avec un rôle de figuration dans la comédie Segni particolari: bellissimo du duo Castellano et Pipolo.
En 1991, dans le film biographique historique Rossini! Rossini! de Mario Monicelli consacré à la vie du compositeur italien Gioachino Rossini, elle incarne la cantatrice Marietta Alboni. La même année, elle est la mère de Nanni Moretti dans le drame politique Le Porteur de serviette (Il portaborse ) de Daniele Luchetti. En 1993, elle est à l'affiche du drame romain Tra due risvegli d'Amedeo Fago (it) dans lequel elle incarne une femme partagée entre deux amours.
En 1995, elle joue plusieurs personnages dans la comédie noire Strane storie - Racconti di fine secolo de Sandro Baldoni, aux côtés d'Ivano Marescotti, Mariella Valentini, Alfredo Pea et Flavio Bonacci (it), et obtient pour ce rôle le Ciak d'oro de la meilleure actrice dans un second rôle ainsi qu'une nomination au Ruban d'argent de la meilleure actrice dans un second rôle. Elle retrouve Baldoni en 1998 dans la comédie Consigli per gli acquisti et est nommée pour la deuxième au Ruban d'argent de la meilleure actrice dans un second rôle.
Durant les années 2000 et 2010, elle alterne entre le cinéma et la télévision, jouant principalement des rôles secondaires, comme dans la comédie sentimentale Souviens-toi de moi (Ricordati di me) de Gabriele Muccino, la série Giorni da Leone de Francesco Barilli et sa suite, la comédie I 2 soliti idioti d'Enrico Lando (it), le drame Les Opportunistes (Il capitale umano) de Paolo Virzi, la mini-série policière Rome enquête criminelle (La omicidi) ou le dernier film de Carlo Lizzani, Hotel Meina, qui évoque via la fiction le massacre du lac Majeur.

## Filmographie

### Au cinéma
- 1983 : Segni particolari: bellissimo de Castellano et Pipolo
- 1986 : Mefisto funk de Marco Poma
- 1988 : Un amore di donna de Nelo Risi
- 1991 : Le Porteur de serviette (Il portaborse ) de Daniele Luchetti
- 1991 : Rossini! Rossini! de Mario Monicelli
- 1992 : Adelaïde de Lucio Gaudino
- 1992 : L'equivoco della luna d'Angiola Janigro
- 1993 : Tra due risvegli d'Amedeo Fago (it)
- 1993 : Venerdì nero d'Aldo Lado
- 1993 : 18000 giorni fa de Gabriella Gabrielli
- 1994 : Strane storie - Racconti di fine secolo de Sandro Baldoni
- 1996 : Compagne de voyage (Compagna di viaggio) de Peter Del Monte
- 1996 : Il cielo è sempre più blu d'Antonello Grimaldi
- 1997 : Ultimo bersaglio d'Andrea Frezza (it)
- 1998 : Consigli per gli acquisti de Sandro Baldoni
- 2001 : Le parole di mio padre de Francesca Comencini
- 2003 : Souviens-toi de moi (Ricordati di me) de Gabriele Muccino
- 2004 : Eternal de Federico Sanchez et Wilhelm Liebenberg
- 2004 : Je lis dans tes yeux (Te lo leggo negli occhi) de Valia Santella
- 2007 : Hotel Meina de Carlo Lizzani
- 2008 : Italian Dream de Sandro Baldoni
- 2012 : I 2 soliti idioti d'Enrico Lando (it)
- 2014 : Les Opportunistes (Il capitale umano) de Paolo Virzi
- 2017 : Come un gatto in tangenziale de Riccardo Milani

### À la télévision

#### Séries télévisées
- 1984 : Et la vie continue (...e la vita continua)
- 1986 : Atelier
- 1995 : Voci notturne de Fabrizio Laurenti (it)
- 1998 : Lui e lei
- 1999 : Un prete tra noi, saison deux, épisode cinq
- 2002 : Giorni da Leone de Francesco Barilli
- 2004 : Rome enquête criminelle (La omicidi)
- 2006 – 2008 : Giorni da Leone de Francesco Barilli
- 2006 : Les Spécialistes : Investigation scientifique (R.I.S. - Delitti imperfetti), saison deux, épisode quatre
- 2008 : Un sacré détective (Don Matteo), saison six, épisode dix-sept
- 2008 : I liceali, saison un
- 2008 : Il bosco d'Eros Puglielli (it)
- 2015 : 1992

#### Téléfilms
- 1990 : Il colore della vittoria de Vittorio De Sisti
- 1996 : L'Ultimo Concerto de Francesco Laudadio

## Distinctions
- Ciak d'oro de la meilleure actrice dans un second rôle en 1995 pour Strane storie - Racconti di fine secolo.
- Nomination au Ruban d'argent de la meilleure actrice dans un second rôle en 1996 pour Strane storie - Racconti di fine secolo.
- Nomination au Ruban d'argent de la meilleure actrice en 1998 pour Consigli per gli acquisti.

## Sources
- (it) Roberto Poppi et Enrico Lancia, Le attrici : dal 1930 ai giorni nostri, Rome, Gremesse, 2003, 379 p. (ISBN 978-88-8440-214-1, lire en ligne), p. 81.
- (it) Enrico Lancia, I premi del cinema (1927-1997), Rome, Gremesse, coll. « I grandi dizionari economici », 1998, 448 p. (ISBN 978-88-7742-221-7, lire en ligne), p. 280.